# Jules Gacon
Pour les articles homonymes, voir Gacon.
Jules Gacon, né le 8 octobre 1847 (Allier) au Donjon et mort le 21 novembre 1914 dans la même ville, est un médecin et homme politique français.

## Biographie
Médecin, Jules Gacon est maire du Donjon en 1881, conseiller général du canton du Donjon en 1883, président du conseil général de l'Allier en 1898, mandat qu'il conserve jusqu'à sa mort.
Il est député de l'Allier de 1889 à 1903, et sénateur de 1903 à 1914. Il siège sur les bancs radicaux.

## Hommages
En 1925, le sculpteur Émile Oscar Guillaume (1867-1954) exposa au Salon des artistes français la statue en bronze du Monument au Dr Gacon. Ce monument fut ensuite inauguré au Donjon le 5 avril de la même année. En 1942, malgré les très vives protestations de la municipalité, l'œuvre fut envoyée à la fonte par le régime de Vichy afin de contribuer à l'effort de guerre allemand. Après la guerre, une réplique à l'identique fut réalisée en pierre par le sculpteur Pierre Fournier des Corats (1884-1953). Le nouveau monument fut inauguré le 29 mai 1949.